# 王舒萼
王舒萼，山西省霍州直隸州靈石縣人，清朝政治人物。進士出身。
光緒二年（1876年），參加丙子恩科會試，得貢士第18名。殿試登進士2甲第86名。同年五月（6月3日），著分六部學習。